# 遠藤仁
遠藤 仁（えんどう ひとし）は、日本の漫画家。東京都大田区出身。

## 来歴
竹書房よりデビュー。
2016年、『まんがタイム』2016年7月号から10月号まで、ゲスト読み切り漫画として『ひふみさんでもういっぱい』を掲載。
2019年、『マンガラボ！』「マンガコンテスト～best friends～」にて『みどりのきみへ』のボイスドラマを掲載。
『コミックフラッパー』にて、2019年12月号から2021年7月号まで『おでこさんウソつかない』を連載。
2020年8月20日、『おでこさんウソつかない』第1巻が発売。
2024年、『ストリートファイター6』にて乱入演出イラストが掲載。

## 作品リスト

### 連載
- おでこさんウソつかない（『コミックフラッパー』2019年12月号 - 2021年7月号）

### 読み切り
- おでこさんウソつかない（『まんがくらぶ』2015年6月号）
- ひふみさんでもういっぱい（『まんがタイム』2016年11月号 - 2017年10月号）

- みどりのきみへ（『まんがラボ！』2019年8月）

### ゲーム
- ストリートファイター6（乱入演出イラスト：リリー1）